# Stegophiura hainanensis
Stegophiura hainanensis is een slangster uit de familie Ophiuridae.
De wetenschappelijke naam van de soort werd in 1995 gepubliceerd door Yulin Liao.